# Paul Follot
Paul Follot, född 17 juli 1877 i Paris, död 1941 i Sainte-Maxime, var en fransk möbelformgivare och inredningsarkitekt.
Paul Follot ritade ursprungligen möbler i jugendstil. År 1904 startade han egen verksamhet och övergick med tiden till art déco. Follot använde dyrbara material och dekorationer och gjorde flera inredningar för Parisutställningen 1925.